# الجمعية السرية للمواطنين
رواية الجمعية السرية للمواطنين للروائي المصري أشرف العشماوي وصدرة الرواية سنة 2022.

## ملخص الرواية
في هذه الرواية، يستعرض أشرف العشماوي حياة شخصيات فريدة تعيش في قصة معقدة بين الواقع والخيال. بعد فترة من الصمت، يكشف المؤلف عن أسرارهم ويسلط الضوء على تجاربهم المعقدة، مطرحًا أسئلة حول قيمة الحقيقة وتأثير الزيف على حياة هؤلاء المهمشين. الرواية تروي قصصًا مثيرة مليئة بالآمال والتحديات، وكيف يمكن أن تدفع الظروف الصعبة ببعضهم إلى عبور جسر الطموح إلى الجريمة بدافع إنساني.
«الحياة مثل فيلم سينمائي طويل لا يصح أن نكون طوال عرضه من المشاهدين»
«التزام الصمت يبقيك عند حدود آمنة، والتظاهر بالغباء ينجيك من مهالك الفهم ومتاعب التفكير، لكن كل شيء في الكون له عمر افتراضي.»
«القلق مثل كرسي هزاز يجعلك تتحرك طوال الوقت لكنه لا يوصلك لأي مكان.»

## قصة الرواية
في هذه الرواية، تظهر الشخصيات كأبطال غير تقليديين يمكننا التعرف عليهم في حياتنا اليومية، حيث يتنقلون بين الحقيقة والخيال. بقوا صامتين حتى قرر المؤلف كسر حاجز صمتهم، ليشاركوا قصصهم التي كانوا يخفونها لسنوات. يتحدثون عن تجاربهم ومشاعرهم، ويكشفون عن أحلامهم الواضحة وطموحاتهم البسيطة. في روايته الجديدة، يُثير أشرف العشماوي أسئلة هامة حول قيمة الحقيقة وتأثير الزيف على حياة مواطنين يعانون التهميش ويسعون للبقاء على قيد الحياة. يقدم سردًا شيقًا لبدايات مليئة بالآمال ونهايات مرتبكة، حيث يدفع معظمهم نحو عبور جسر الطموح نحو الجريمة بدافع إنساني وضغوط يجبرون عليها. وبينما يعتقد كل شخص أنه جزء من جمعية سرية، يكتشف أنه مجرد رقم في قائمة طويلة ينتظر دوره للحصول على حظه، وفي الوقت نفسه يدفع للآخرين بانتظام دون علمه.

## الشخصيات
1. معتون رفاعي / فنان تشكيلي
2. غريب أبو إسماعيل / فنان تشكيلي
3. سراج البدوي / عاطل
4. سعيد راديو / كهربائي
5. فتحي السماوي / موظف بالبلدية
6. فارس عودة / عامل مجاري
7. المعلم غالي / تاجر حشيش
8. عبده العربي / جوكي
9. الست انهار / بائعة الحلوى
10. خليل البنهاوي / طبيب
11. شاكر الجهيني / ساعي البريد
12. زكي الساكت / عامل نظافة
13. أسعد جرجس / كومبارس

## الجوائز
توجت الرواية بجائزة كتارا للرواية العربية في فئة "الروايات المنشورة" 2023.